# Ortons, Serinhan e Quilhan
Ortons, Serinhan e Quilhan (en francès Orthoux-Sérignac-Quilhan) és un municipi francès situat al departament del Gard i a la regió d'Occitània.